# Ultraleichtfluggelände Arnschwang

i7
i11
i13
Das Ultraleichtfluggelände Arnschwang ist ein Ultraleichtfluggelände im Gebiet der Gemeinde Arnschwang im Landkreis Cham in Bayern. Der Platzhalter und Betreiber ist der Bayerwald Air Fun e. V.

## Lage
Das Ultraleichtfluggelände liegt etwa 3 km westlich von Arnschwang und etwa 8 km westlich der Grenze zur Tschechien.

## Flugbetrieb
Das Ultraleichtfluggelände besitzt eine Betriebsgenehmigung für Ultraleichtflugzeuge. Es ist mit einer 400 m langen und 20 m breiten Start- und Landebahn aus Gras (Richtung 05/23) ausgestattet. Nicht am Platz ansässige Piloten benötigen eine Genehmigung des Platzhalters, um in Arnschwang starten und landen zu dürfen (PPR). Das Ultraleichtfluggelände wurde 1992 als Sonderlandeplatz nach § 6 des Luftverkehrsgesetzes genehmigt.